# Ariel Martínez
Ariel Martínez (ur. 9 maja 1986) – kubański piłkarz występujący na pozycji napastnika.

## Kariera klubowa
Ariel Martínez od 2002 występuje w grającym w pierwszej lidze kubańskiej FC Sancti Spíritus.

## Kariera reprezentacyjna
W reprezentacji Kuby Martínez zadebiutował w 2006. W 2007 wystąpił w Złotym Pucharze. Na turnieju wystąpił w dwóch meczach z Panamą i Hondurasem. W 2011 po raz drugi uczestniczy w Złotym Pucharze CONCACAF.